# Fundacja Książąt Czartoryskich
Fundacja Książąt Czartoryskich (właśc. Fundacja XX Czartoryskich) – fundacja ustanowiona w 1991 przez Adama Karola Czartoryskiego w celu sprawowania pieczy nad zbiorami Muzeum Książąt Czartoryskich w Krakowie.

## Opis
Ustanawiając fundację w 1991 Adam Czartoryski wieczyście zrzekł się na jej rzecz swoich praw dotyczących własności zbiorów Czartoryskich. Zgodnie ze statutem fundacji, nie mogły być one ani wywiezione, ani trwale niedostępne dla publiczności.
23 grudnia 2016 dotychczasowy zarząd Fundacji Książąt Czartoryskich podał się do dymisji. Prezes zarządu Marian Wołkowski-Wolski decyzję tę tłumaczył utratą zaufania do fundatora. W rozmowie z PAP przybliżył opinii publicznej, że negocjacje dotyczące sprzedaży zbiorów były prowadzone bez wiedzy zarządu Fundacji. Nowymi członkami zarządu Fundacji zostali Jan Lubomirski-Lanckoroński i Maciej Radziwiłł. 29 grudnia 2016 Fundacja Książąt Czartoryskich podpisała umowę o przekazaniu Skarbowi Państwa całej kolekcji Czartoryskich oraz nieruchomości w Krakowie za kwotę 100 mln euro.
W dniu podpisania umowy zbiory Fundacji liczyły 86 tys. obiektów muzealnych, w tym 593 obrazy (m.in. Dama z gronostajem Leonarda da Vinci, Krajobraz z miłosiernym Samarytaninem Rembrandta i Polonia – Rok 1863 Jana Matejki), ryciny Albrechta Dürera, broń, numizmaty, biżuteria, a także 250 tys. ksiąg, rękopisów i starodruków (m.in. akt unii horodelskiej, akt hołdu pruskiego z 1525 i rękopisy Kronik Jana Długosza). Zbiory zostały przekazane Muzeum Narodowemu w Krakowie i mają być eksponowane w Muzeum Książąt Czartoryskich. Umowa obejmuje także ewentualne roszczenia związane z możliwym odzyskaniem w przyszłości ok. 840 dzieł sztuki pochodzących z kolekcji Czartoryskich i uznawanych za zaginione (m.in. Portret młodzieńca Rafaela Santi).
W grudniu 2016 fundacja sprzedała także Skarbowi Państwa zamek w Gołuchowie za kwotę 20 mln zł.
Środki uzyskane z transakcji ze Skarbem Państwa fundacja przekazała do nowej fundacji Le Jour Viendra z siedzibą w Liechtensteinie (ok. 85 mln euro) oraz trzech innych fundacji (Trzy Trąby, XX Lubomirskich i Fundacji im. Feliksa hr. Sobańskiego). Fundacja Le Jour Viendra ma kontynuować działania i projekty realizowane przez Fundację Książąt Czartoryskich. Zdaniem prezesa fundacji Macieja Radziwiłła przekazanie środków za granicę było konieczne, gdyż m.in. polskie prawo jest niejasne i dopuszcza samowolę urzędników.
W kwietniu 2018 Sąd Okręgowy w Krakowie oddalił wniosek fundacji o jej likwidację umotywowaną wyczerpaniem się środków finansowych i majątku.

## Władze Fundacji
- Rada Fundacji: Adam Karol Czartoryski (fundator i przewodniczący rady), Josette Naime Calil Czartoryski Borbon (żona fundatora), Tamara Czartoryska (córka fundatora), Michał Sobański, Kacper Krasicki
- Zarząd: Maciej Radziwiłł